# Agrupación de Aviación de Ejército 601
La Agrupación de Aviación de Ejército 601 (Agr Av Ej 601) es un conjunto permanente de unidades tácticas y elementos de la tropa de aviación del Ejército Argentino con asiento en Campo de Mayo y con dependencia orgánico-funcional de la Dirección de Aviación de Ejército.
Es la mayor organización de aviación del Ejército, concentrando la mayoría del material de vuelo. Su dotación incluye los helicópteros Bell UH-1H Iroquois, Bell UH-1H Huey II y Bell 212, para transporte de carga y personal, asalto y ataque.

## Historia
La Agrupación de Aviación de Ejército 601 fue creada el 31 de diciembre de 1986.

## Organización
- Agrupación de Aviación de Ejército 601 (Agr Av Ej 601). Guar Ej Campo de Mayo (BA).
  - Batallón de Helicópteros de Asalto 601 (B Helic Asal 601). Guar Ej Campo de Mayo (BA).
  - Escuadrón de Aviación de Exploración y Ataque 602 (Esc Av Expl Atq 602). Guar Ej Campo de Mayo (BA).
  - Batallón de Aviación de Apoyo de Combate 601[a] (B Av Apy Comb 601). Guar Ej Campo de Mayo (BA).
  - Escuadrón de Aviación de Apoyo 604 (Esc Av Apy 604). Guar Ej Campo de Mayo (BA).
  - Batallón de Abastecimiento y Mantenimiento de Aeronaves 601 «Brigadier General Antonio Parodi» (B Ab Mant Aeron 601). Guar Ej Campo de Mayo (BA).

Fuentes